# Santa Maria Addolorata all'Esquilino
Santa Maria Addolorata all'Esquilino är en kyrkobyggnad i Rom, helgad åt den smärtofyllda Jungfru Maria. Kyrkan är belägen i rione Esquilino och tillhör församlingen Santa Croce in Gerusalemme.

## Kyrkans historia
Klostret tillhör kongregationen Figlie di Nostra Signora al Monte Calvario, som tillhör Suore di Nostra Signora del Rifugio in Monte Calvario, som grundades 1630 av Virginia Centurione Bracelli i Genua. Under 1800-talet kom systrarna till Rom och förlänades där kyrkan San Norberto, vilken tidigare hade tillhört ett premonstratenskloster. Denna kyrka exproprierades dock av italienska staten 1873 och revs i slutet av århundradet.
År 1928 uppfördes dagens kloster och kyrka vid Via San Quintino 4 i sydöstra Rom. Kyrkans interiör restaurerades 2001. Interiören är ritad i nybarock med bland annat freskmålade tondi med scener ur Jungfru Marias liv. Högaltarväggen har på sidorna kannelerade korintiska pilastrar med förgyllda kapitäl. Mellan dessa pilastrar vördar två änglar en ikon som framställer den smärtofyllda Jungfru Maria vid Korsets fot. Längst upp på fresken ses Gud Fadern och längst ner står blommande träd med duvor. Bakgrunden har blå färg, Jungfru Marias färg. Blått symboliserar bland annat himmelsk nåd och tjänandet.
I kyrkan bevaras två målningar från den tidigare rivna kyrkan San Norberto. Den ena visar den salige Hermann Joseph av Steinfeld, medan den andra framställer de heliga Adrianus av Hilvarenbeek och Jacobus Lacobs. De två sistnämnda tillhör martyrerna i Gorkum, vilka avrättades av kalvinister 1572.
I ett kapell i främre delen av kyrkan finns en tondo med den helige Josef och Jesusbarnet. I anslutning till denna tondo står det Ite ad Joseph ("Gå till Josef"), vilket egentligen syftar på patriarken Josef. I Genesis 41:55 står att läsa: ”När man började känna av hungersnöden över hela Egypten och folket ropade till farao efter bröd svarade han: ’Gå till Josef och gör som han säger.’”
I kyrkan är den vördnadsvärda Sr. Maria Teresina Zonfrillis (1899–1934) begraven. Ovanför hennes gravmonument flankeras ett krucifix av statyer föreställande Thérèse av Lisieux och Virginia Centurione Bracelli.

## Bilder

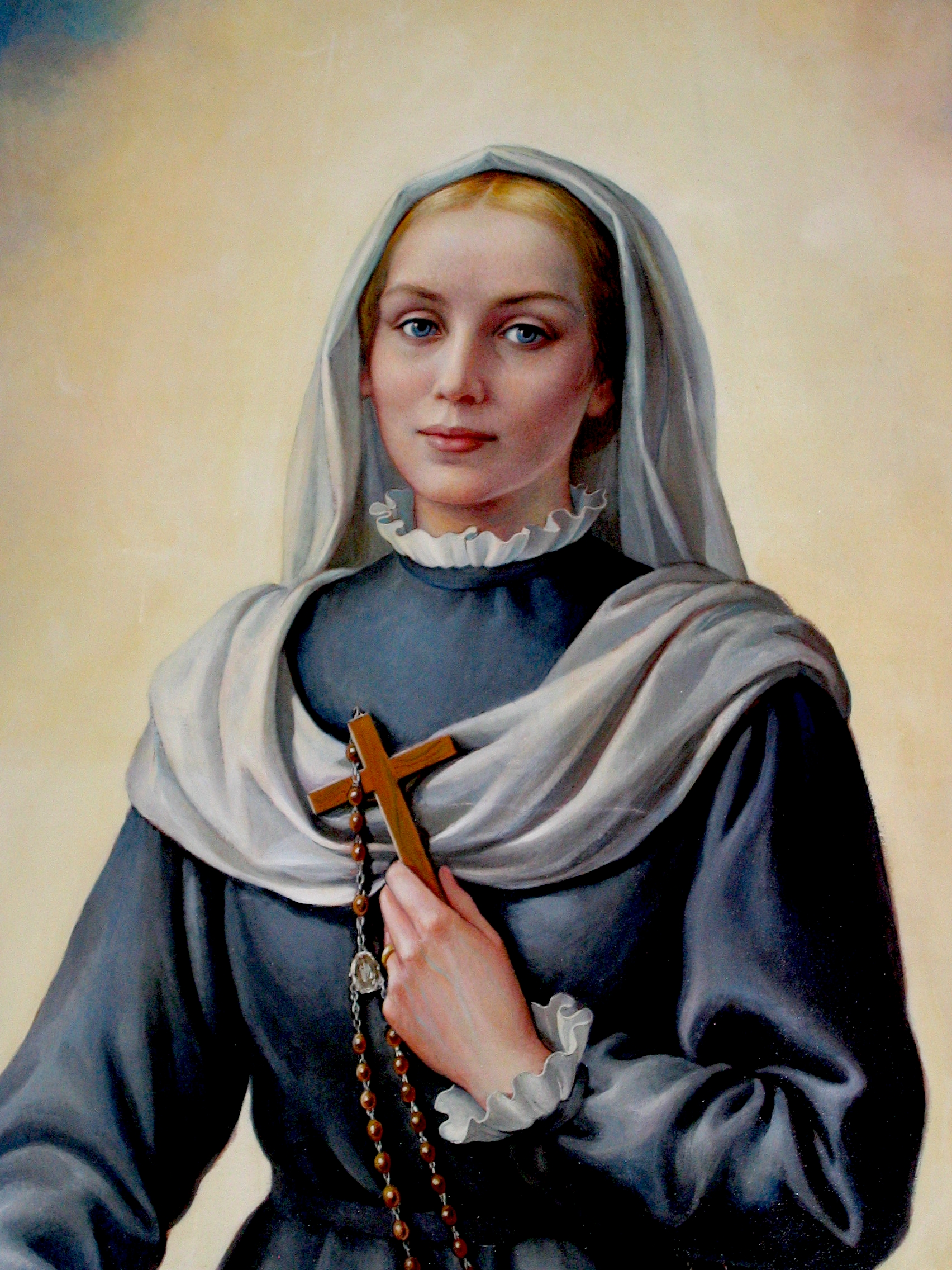
Den heliga Virginia Centurione Bracelli.
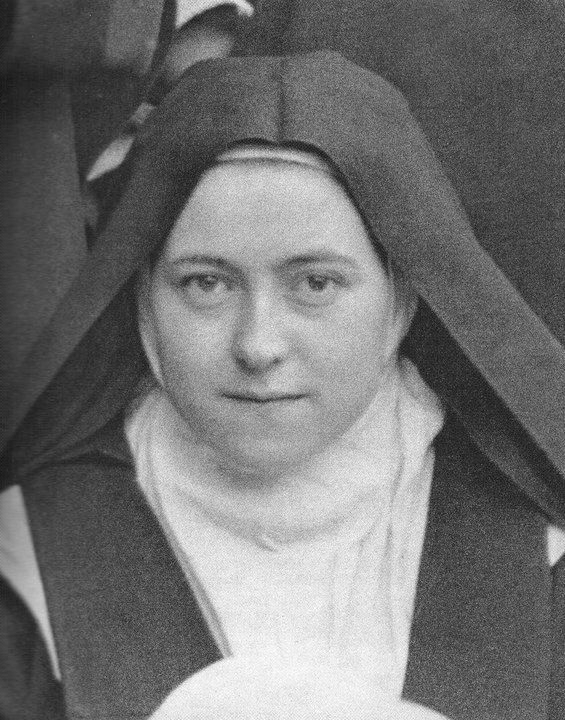
Den heliga Thérèse av Lisieux.